# Домантівка
Дóмантівка — село в Україні, у Сквирській міській громаді Білоцерківського району Київської області. Населення становить 266 осіб.
Назва походить, вочевидь, від литовського імені Даумантас.

## Населення

### Мова
Розподіл населення за рідною мовою за даними перепису 2001 року:
| Мова       | Кількість | Відсоток |
| ---------- | --------- | -------- |
| українська | 264       | 99.25%   |
| російська  | 2         | 0.75%    |
| Усього     | 266       | 100%     |

## Географія
Через село тече річка Домантівка, права притока Сквирки.